# Ctenopseustis
Ctenopseustis is een geslacht van vlinders van de familie bladrollers (Tortricidae), uit de onderfamilie Tortricinae.

## Soorten
- C. acrocharis Meyrick, 1932
- C. flavicirrata Walsingham, 1914
- C. fraterna Philpott, 1930
- C. haplodryas Meyrick, 1920
- C. ningorana Walsingham, 1914
- C. obliquana (Walker, 1863)
- C. servana (Walker, 1863)
- C. unipunctata Walsingham, 1914